# Пауэр, Брэд
Брэд Пауэр (англ. Brad Power; 29 октября 1992, Гибралтар) — гибралтарский футболист, защитник.

## Биография

### Клубная карьера
В 2014 году подписал свой первый контракт с клубом «Гибралтар Юнайтед», однако его статистика за первые два сезона в клубе неизвестна, в сезонах 2016/17 и 17/18 был одним из основных игроков команды и провёл 26 матчей в чемпионате Гибралтара. Перед началом сезона 2018/19 Пауэр покинул команду и перешёл в другой клуб лиги «Сент-Джозефс», но за полгода в новом клубе сыграл лишь в одном матче чемпионата и зимой перебрался в «Линкс».

### Карьера в сборной
Впервые был вызван в сборную Гибралтара ещё в ноябре 2016 года на отборочный матч чемпионата мира 2018 со сборной Кипра. Также он вызывался в сборную в 2017 году, а осенью 2019 года присутствовал в заявке на всех пяти отборочных матчи Евро-2020, однако на поле ни разу не вышел.